# トバリュウ

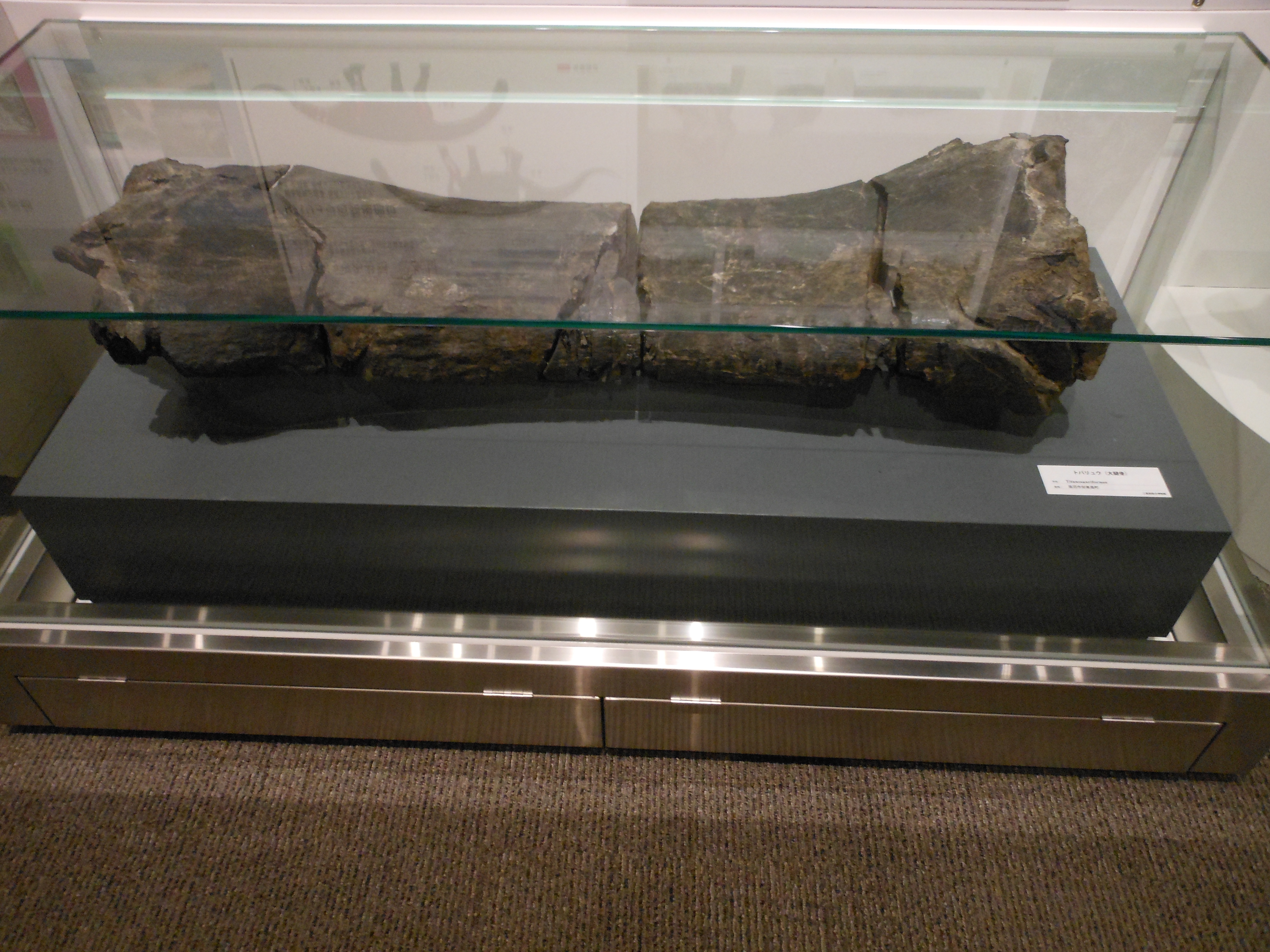
トバリュウの大腿骨の化石。三重県総合博物館所蔵。

トバリュウ（鳥羽竜）とは1996年（平成8年）に三重県鳥羽市で化石として発見された恐竜の愛称。ティタノサウルス類の恐竜であるとされている。

## 発見・研究史
1996年（平成8年）、アマチュア化石研究家4名が鳥羽市安楽島町（あらしまちょう）の海岸で恐竜のものと思われる化石を発見した。発見当初、三重県の大型化石発掘調査団ではマメンチサウルス類の恐竜の化石である可能性が強いとしていたが、骨格等の相違などにより、2001年（平成13年）にマメンチサウルス類ではなくティタノサウルス類の恐竜の化石であると発表した。
トバリュウ発見地から15 mほど離れた地点では、イグアノドン類の足跡化石2つが1998年（平成10年）に発見された。

### 年表
- 1996年（平成8年）7月14日 - アマチュア化石研究家が鳥羽市の海岸で恐竜のものと思われる化石を発見[2]
- 1996年（平成8年）7月21日 - 三重県教育委員会に連絡[2]
- 1996年（平成8年）9月5日 - 三重県教育委員会が同地で竜脚類とみられる恐竜の化石が発見されたと発表[2]、三重県大型化石発掘調査団を結団[3]
- 1996年（平成8年）9月14日　- 調査団がマメンチサウルス類の恐竜の化石である可能性が強いと発表[4]
- 2001年（平成13年）3月19日 - 調査団がティタノサウルス類の恐竜の化石と特定されたと発表[5]